# اشترناخ
اشترناخ، هي بلدية وأقدم مدينة في شرق لوكسمبورغ يبلغ عدد سكانها حوالي 5600 نسمة، تقع بالقرب من الحدود مع ألمانيا. تشتهر المدينة بديرها وموكبها الراقص في يوم عيد العنصرة.

## التاريخ
نمت المدينة حول دير اشترناخ، الذي تأسس عام 698 على يد القديس ويليبرورد، وهو راهب إنجليزي من ريبون، نورثمبريا في شمال يوركشاير حاليا، إنجلترا , و الذي ابح أول اسقف لاوتريخت وعمل على تنصير الفريزيين. بصفتة اسقفا، كان رئيس دير اشترناخ حتى وفاتة 739 . تكريما له ان موكب اشترناخ الراقص البارز يقام سنويا يوم الثلاثاء الابيض.
نهر سوير الذي يمر عبر المدينة يشكل الآن الحدود بين لوكسمبورغ وألمانيا . على النقيض ذلك، في الامبراطورية الرة مانية اللاحقة وتحت حكم الميروفنجيون، لم يشكل حدودا أو مسيرة في هذه المنطقة. تشتهر الفيلا الرومانية في ايشترناخ التي اعيد اكتشاف اثارها في عام 1975 بانها أكبر شمال جبال الالب. كانت لاحقا جزءا من ناخبي ترير ألمانيا الحالية وقدمتها ايرمينا إلى ويايبرورد، ابنة داغوبيرت الثاني ملك الفرنجة . تم تقديم اجزاء أخرى من الميراث الروماني للميروفنجيين إلى الدير من قبل ملك فرانكس بيبين القصير.
استمر اشتيرناخ في الحصول على رعاية ملكية من منزل شارلمان. على الرغم من ازاحة الرهبان عن طريق شرائع اسقف ترير بين عامي 859 و971 , وعلى الرغم من احراق مباني ويليبرورد عام 1017 , الا ان الكنيسة الرومانية بابراجها المتناسقة تضم حتى يومنا هذا قبر ويليبرورد في سردابها . تتمتع مكتبة الدير وسبتوريوم بشهرة أوروبية. مع ازدهارها، نمت البلدة حول الاسوار الخارجية للدير وتم منحها ميثاقا للمدينة في عام 1236 . اعيد بناء الدير على الطراز الباروكي في عام 1737 . وفي عام 1794 تم نهب الكنيسة واستخدام الدير كمصنع خزف. في عام 1797 , في اعقاب الثروة الفرنسية، تفرق الرهبان وبيعت محتويات الدير ومكتبته الشهيرة بالمزاد العلني . بعض المخطوطات المبكرة للمكتبة مثل الاناجيل الشهيرة . تم إنشاء مصنع للخزف في الدير وتراجعت المدينة . حتى ظهولر سكه حديدية وجلب الحياة المتجددة وتدفق السياح .
خلال الأشهر الاخيرة من الحرب العالمية الثانية في أوروبا، في 16 ديسمبر 1944 , خدم ايشترناخ كنقطة في اقصى الجنوب على جبهة القتال لمحاولة قوات الفيرماخت الألمانية مهاجمة الحلفاء لاستعادة انتويرب، خلال معركة الانتفاخ . تعرضت المدينة لاضرار بالغه في الحر العالمية الثانية، ولكن تم ترميمها بالكامل .

## حضاره
هناك كنيستان رئيسيتان في اشتيرناخ .الأكبر هو كنيسة دير سانت ويليبرورد، والتي نجت من الدير الاصلي وهي نصب تذكاري عادل للرومانو القوطي، وتحيط الآن البازيليكا بالهندسة المعمارية . دير من القرن الثامن عشر (اليوم مدلرسة ثانوية) ويقع في قلب المركز التاريخي للمدينة. والاخر هو كنيسة ابرشية القديس بطرس وبولوس. التي يقع تحت مذبحها بقايا القديس ويليبورورد ويتتبع متحف ما قبل التاريخ القريب تاريخ البشرية على مدى المليون السنة الماضية.
بالقرب من اشتيرناخ تقع بحيرة اشيترناخ التي تستضيف العديد من الانشطة كل عام، مثل مهرجان لاكا الموسيقي أو سباق الدراجات منذ عام 1975 . كان ايشتيرناخ موقعا لمهرجان الموسيقى الدولي الذي يقام سنويا في مايو ويونيو . توقف المهرجان في عام 2018.

## مشاهير
- يوهانس هولر (1614-1671) أسقف روماني كاثوليكي وأسقف مساعد لترير 1663-1671
- جوزيف الكسندر مولر (1854-1931) ملحن لوكسمبورغ.
- ارتور سيكر (1900 - 1937 في اشترناخ ) ، شخصية سياسية وعسكرية إستونية.
- روب كرير (مواليد 1938) ، مهندس معماري
- ليون كرير (مواليد 1946) ، مهندس معماري
- جانيت جورجن فيليب (مواليد 1947) آرتشر لوكسمبورغ، شاركت في الألعاب الأولمبية الصيفية 1984 و1992
- جاستون سترونك (مواليد 1957) دبلوماسي لوكسمبورغ
- جورج لينتز (مواليد 1965) ، ملحن لوكسمبورغ

سياسة
- كاسبار ماتياس سبو (1837-1914) ، سياسي وصناعي لوكسمبورغ.
- روبرت شافنر (1905-1979) ، سياسي من لوكسمبورغ، عمدة مرتين لإختيرناخ، 1945-1947 و 1970-1979
- ماري جوزيه فرانك (مواليد 1952 في اشترناخ ) ، سياسي لوكسمبورغ
- مارسيل ساوبر (مواليد 1939) ، سياسي لوكسمبورغ
- فرناند بودن (مواليد 1943) ، سياسي من لوكسمبورغ، وزير حكومي 1979-2009

## روابط خارجية
- الموقع الرسمي لـ Echternach
- كل شيء عن Echternach
- Harmonie Municipale Echternach
- راديو محلي Echternach 106,5 FM
- حائز على جائزة «EDEN - الوجهات الأوروبية المتميزة» كوجهة سياحية غير تقليدية لعام 2008
- البطاقات البريدية القديمة لـ Echternach